# Yamana Sōzen
Yamana Sōzen (山名 宗全, 6 de julho de 1404 - 15 de abril de 1473) foi originalmente Yamana Mochitoyo (山名 持豊) antes de se tornar um monge. Devido à sua pele vermelha, era em parte conhecido por Aka-Nyudo (monge vermelho). Ele foi um dos daimyos que lutou contra Hosokawa Katsumoto durante a Guerra Ōnin que teve início em 1467.Os seus conflitos com o seu filho adoptivo e kanrei Hosokawa Katsumoto, que temia o poder de Hosokawa enquanto Kanrei, foram a causa da Guerra.